# Леблан, Жоржетта (поэтесса)
Жоржетта Леблан (фр. Georgette LeBlanc; род. 21 апреля 1977, Сен-Жан-сюр-Ришелье, Квебек) — канадская поэтесса и переводчица, лауреат премии канадского парламента в 2018 и 2019 годах.
Родилась в Сен-Жан-сюр-Ришелье, Монтережи, Квебек, и выросла в Бэ-Сент-Мари в Новой Шотландии. Получила образование в Университете Святой Анны и Университете Луизианы в Лафайете. Её первый сборник стихов «Альма» был опубликован в 2006 году и получил премию Феликса-Леклера (фр. Prix Félix-Leclerc) за поэзию в 2007 году.
В 2014 году Жоржетте Леблан была присуждена Премия генерал-губернатора в номинации «Перевод с английского на французский» за перевод сборника стихов Сьюзан Гойетт «Океан». Ранее, в 2014 году, она также номинировалась на Премию генерал-губернатора в области поэзии на французском языке за свой сборник стихов «Осторожный» (Prudent).

## Публикации
- Alma (2006)
- Amédé (2010)
- Prudent (2013)
- Le Grand Feu (2016)
- Petits poèmes sur mon père qui est mort (2022)